# Vertugadin
Pour l’article homonyme, voir Vertugadin (architecture).

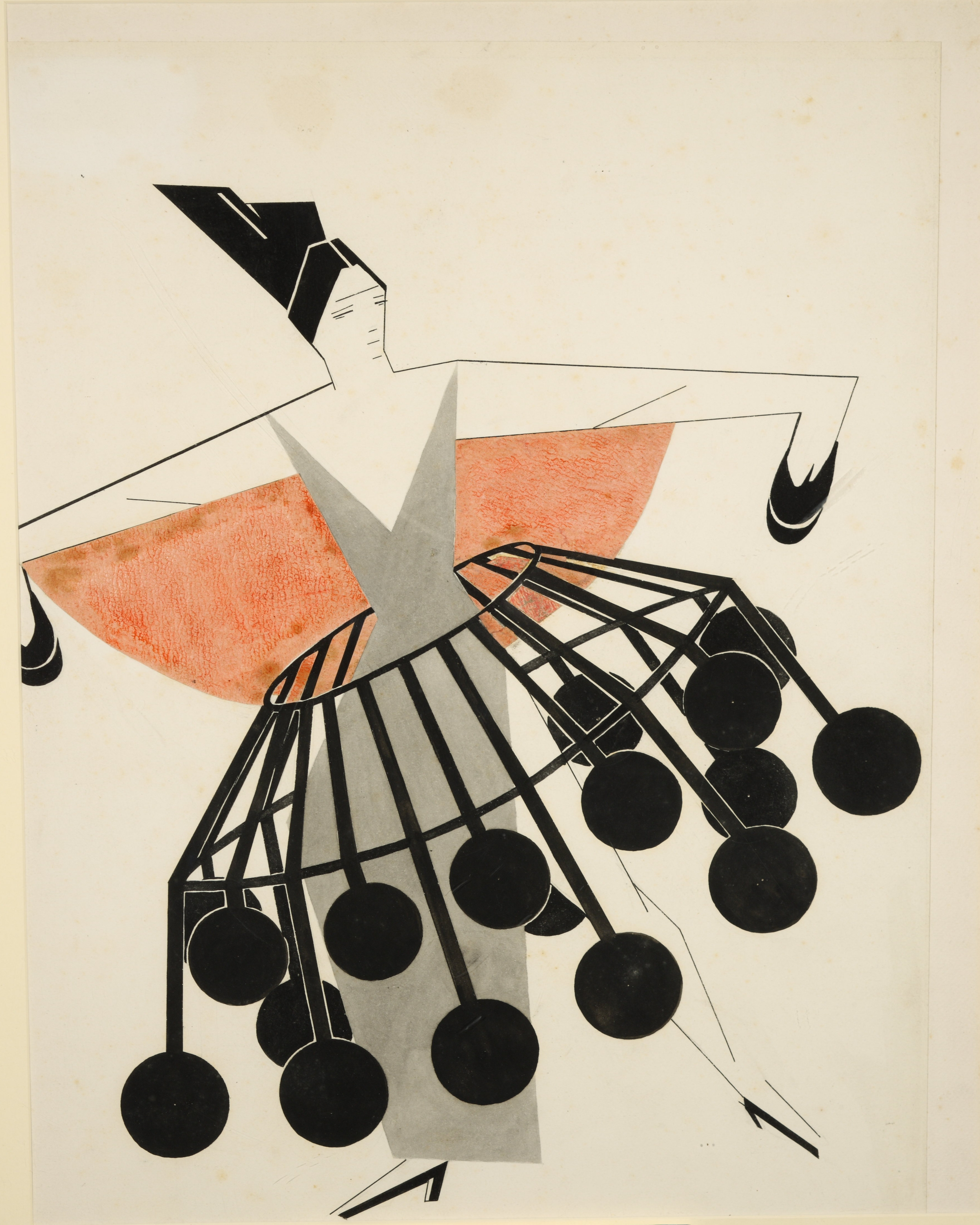
Conception de costumes pour une femme dans une jupe avec vertugadin d'Alexandra Exter (1924).

Un vertugadin est un élément du costume féminin, d’origine espagnole, qui se présente sous la forme d'un bourrelet placé autour des hanches pour donner de l'ampleur à une robe.
Par extension analogique, au XVIIIe siècle, un vertugadin est aussi un jardin en escalier tel celui du domaine de Villarceaux. 

## Espagne
Le vertugadin espagnol était une crinoline conçue à l’origine avec des tiges de roseau, d’osier, de corde, de tiges de fer en forme de cloche et dont le nom est dérivé de verdugo, signifiant « bois vert » en espagnol (terme qui signifie aussi « bourreau »).
Les premières sources indiquent que la princesse Jeanne de Portugal (1438-1475) a commencé à utiliser un vertugadin avec des cerceaux, mode aussitôt suivie par la cour. Une rumeur de l’époque attribuait cette nouvelle mode au fait que Jeanne de Portugal portait ce vêtement pour dissimuler une grossesse.
La princesse espagnole Catherine d'Aragon amena la mode en Angleterre pour son mariage avec le prince Arthur, fils aîné d'Henri VII en 1501. Le vertugadin fut un élément essentiel de la mode Tudor en Angleterre.
La mode s’étala jusqu’à la fin du XVIIe siècle en Espagne.

## Italie
Sous l’influence espagnole, la forme donnait une silhouette rigide en raison du cône du vertugadin[pas clair].
Le vertugadin italien comporte de plus un coussin dans le bas du dos, qui préfigure la tournure.

## France
Vers la fin du XVIe siècle, le vertugadin français est particulier de par son bourrelet placé au niveau des hanches. Cette particularité de forme ne fut jamais portée en Espagne. Placé entre la cotte et la robe du dessus, le vertugadin faisait ressortir la taille.
L’ampleur du vêtement obligea la création d’une chaise spéciale sans accoudoirs, dite chaise à vertugadin, pour permettre aux dames de s’asseoir.
Le bourrelet fut remplacé par un plateau dont la forme de tambour ou de roue permettait à la robe de s’étaler.
Vers la fin du XVIIe siècle, en France comme dans les autres pays, le vertugadin se réduisit à un simple rembourrage.

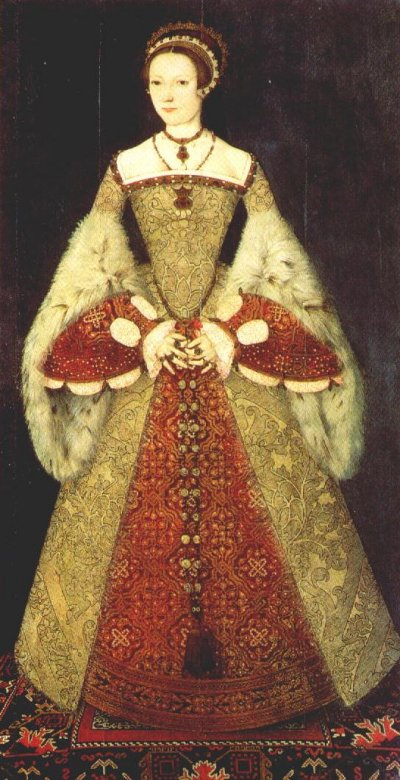
Style Tudor, portrait de Catherine Parr (1545).
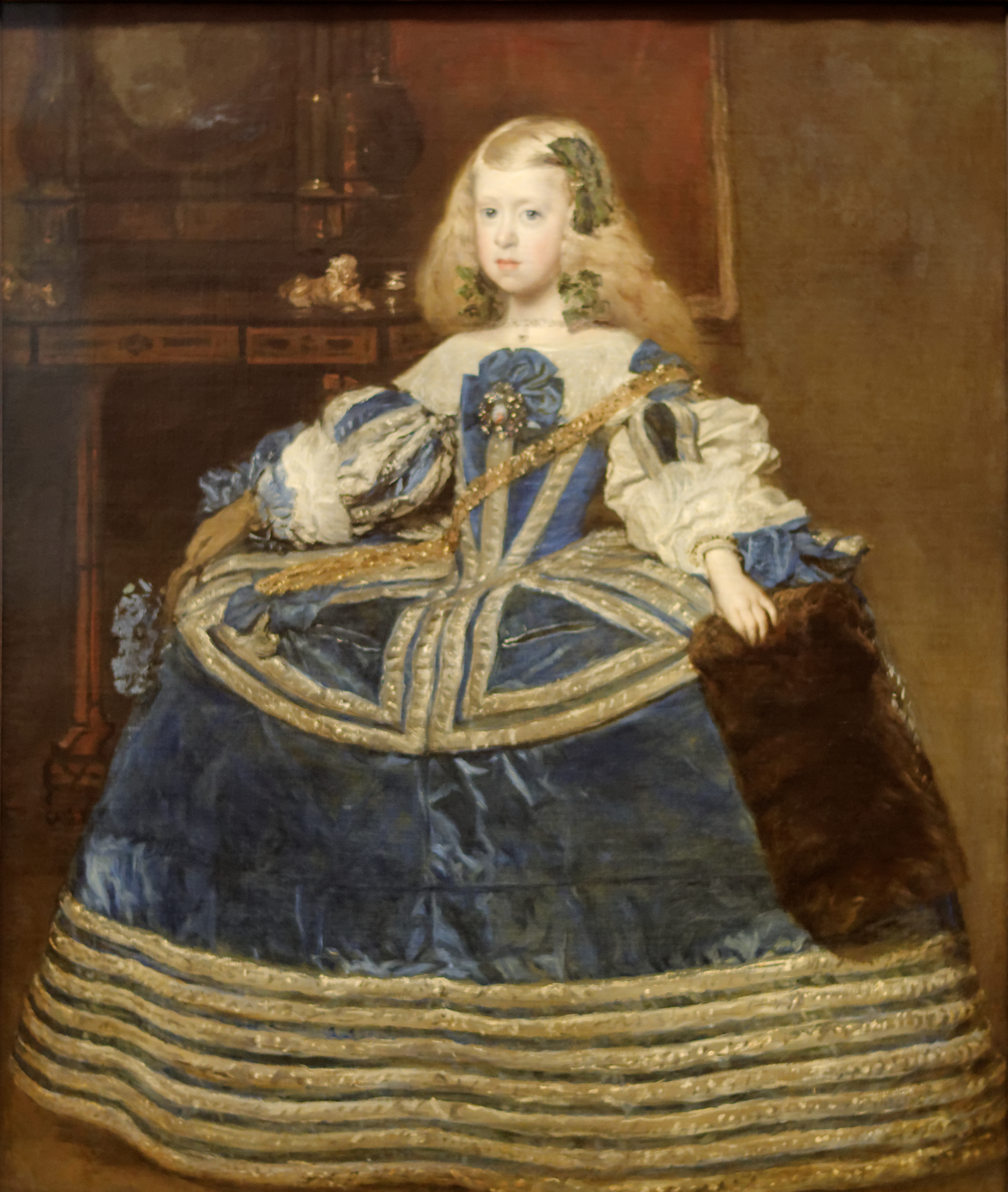
L'Infante Marguerite en bleu par Diego Velázquez (1659).
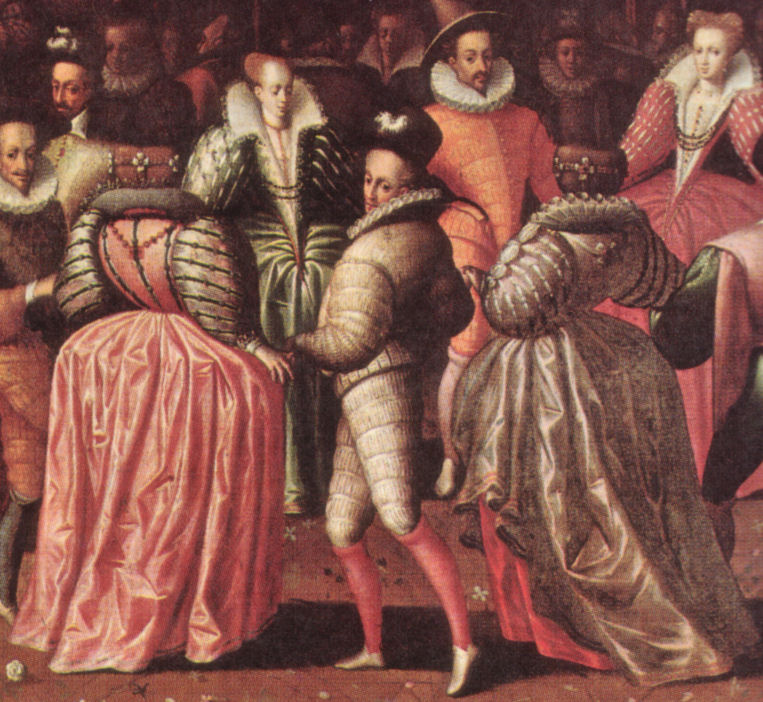
Vertugadin français en 1580.